# Router Bassa
Router Bassa – mały miejski skuter produkowany w latach 2010–2013 przez firmę Romet. Sprzedawany głównie w marketach, centrach handlowych oraz sieci Romet Partner. Skuter dzięki niskiemu zużyciu paliwa (do 2,00l/100 km) oraz cenie, która nie przekraczała 2000 złotych, stał się bardzo popularny na polskim rynku.

## Dane techniczne
- Koło przód: 10 cali
- Koło tył: 10 cali
- Hamulec przedni: bębnowy mechaniczny
- Hamulec tylny: bębnowy mechaniczny
- Ilość miejsc: 2
- Pojemność: 49,5 cm³
- Typ silnika: jednocylindrowy, czterosuwowy
- Moc: 2,2 kW
- Chłodzenie: powietrze
- Rozrusznik: nożny, elektryczny
- Układ zasilania: gaźnik
- Zapłon: elektroniczny układ CDI
- Sprzęgło: automatyczne
- Długość: 1670mm
- Szerokość kierownicy (mm): 740
- Wysokość: 1145mm
- Masa bez płynów: 80kg
- Poj. zbiornika paliwa: 4,5l
- Zużycie paliwa: 2,0-2,5l/100km
- Maksymalna prędkość: zablokowany (45 km/h) odblokowany (70 km/h)
- Dostępne kolory: czerwono-biały, srebrno-biały